# 3 di cuori
3 di cuori è un singolo dei rapper Anna e Lazza, pubblicato il 29 aprile 2022 come primo estratto dal primo EP di Anna Lista 47.

## Descrizione
Il brano è stato scritto da Anna, Lazza, Marracash, Guè, Zef, Miles e Andry the Hitmaker; questi ultimi due sono anche i produttori del singolo.

## Tracce
Testi di Cosimo Fini, Fabio Rizzo, Jacopo Lazzarini, Anna Pepe, Andrea Moroni, Niccolò Pucciarmati e Stefano Tognini, musiche di Niccolò Pucciarmati, Andrea Moroni, Jacopo Lazzarini.
1. 3 di cuori – 2:57

## Classifiche
| Classifica (2022) | Posizione massima |
| ----------------- | ----------------- |
| Italia            | 28                |